# Mecistocephalidae
Famille
Les Mecistocephalidae sont une famille de mille-pattes de l'ordre des Geophilomorpha.

## Liste des genres
Selon GBIF (8 juin 2024) :
- Agnostrup Foddai, Bonato, Pereira & Minelli, 2003
- Anarrup Chamberlin, 1920
- Arrup Chamberlin, 1912
- Dicellophilus Cook, 1896
- Krateraspis Lignau, 1929
- Mecistocephalus Newport, 1843
- Nannarrup Foddai, Bonato, Pereira & Minelli, 2003
- Partygarrupius Verhoeff, 1939
- Proterotaiwanella Bonato, Foddai & Minelli, 2002
- Takashimaia Miyosi, 1955
- Tygarrup Chamberlin, 1914

## Classification
Le nom valide de ce taxon est Mecistocephalidae Bollman (d), 1893.